# Condé-Northen
Condé-Northen é uma comuna francesa na região administrativa de Grande Leste, no departamento de Mosela. Estende-se por uma área de 10,92 km². Em 2010 a comuna tinha 696 habitantes (densidade: 63,7 hab./km²).